# F2RL2
F2RL2 (англ. Coagulation factor II thrombin receptor like 2) – білок, який кодується однойменним геном, розташованим у людей на короткому плечі 5-ї хромосоми.  Довжина поліпептидного ланцюга білка становить 374 амінокислот, а молекулярна маса — 42 508.
| 10         |  | 20         |  | 30         |  | 40         |  | 50         |
| ---------- |  | ---------- |  | ---------- |  | ---------- |  | ---------- |
| MKALIFAAAG |  | LLLLLPTFCQ |  | SGMENDTNNL |  | AKPTLPIKTF |  | RGAPPNSFEE |
| FPFSALEGWT |  | GATITVKIKC |  | PEESASHLHV |  | KNATMGYLTS |  | SLSTKLIPAI |
| YLLVFVVGVP |  | ANAVTLWMLF |  | FRTRSICTTV |  | FYTNLAIADF |  | LFCVTLPFKI |
| AYHLNGNNWV |  | FGEVLCRATT |  | VIFYGNMYCS |  | ILLLACISIN |  | RYLAIVHPFT |
| YRGLPKHTYA |  | LVTCGLVWAT |  | VFLYMLPFFI |  | LKQEYYLVQP |  | DITTCHDVHN |
| TCESSSPFQL |  | YYFISLAFFG |  | FLIPFVLIIY |  | CYAAIIRTLN |  | AYDHRWLWYV |
| KASLLILVIF |  | TICFAPSNII |  | LIIHHANYYY |  | NNTDGLYFIY |  | LIALCLGSLN |
| SCLDPFLYFL |  | MSKTRNHSTA |  | YLTK       |  |            |  |            |

A: Аланін

C: Цистеїн

D: Аспарагінова кислота

E: Глутамінова кислота

F: Фенілаланін

G: Гліцин

H: Гістидин

I: Ізолейцин

K: Лізин

L: Лейцин

M: Метіонін

N: Аспарагін

P: Пролін

Q: Глутамін

R: Аргінін

S: Серин

T: Треонін

V: Валін

W: Триптофан

Кодований геном білок за функціями належить до рецепторів, g-білокспряжених рецепторів, білків внутрішньоклітинного сигналінгу. 
Задіяний у таких біологічних процесах як зсідання крові, гемостаз, поліморфізм, альтернативний сплайсинг. 
Локалізований у клітинній мембрані, мембрані.